# Academia de las Artes de Berlín
La Academia de las Artes de Berlín (en alemán: Akademie der Künste, Berlin) es una institución de las artes en Berlín, Alemania. Fue fundada en 1696 por el príncipe elector Federico III de Brandenburgo como la Academia de las Artes de Prusia, una institución académica en la que sus miembros podrían reunirse para debatir y compartir ideas. De ella se desarrolló la Universität der Künste Berlin (Universidad de las Artes de Berlín). Su función es divulgar el arte, además de aconsejar y apoyar al estado de Alemania.

## Historia
El nombre del edificio fue modificado varias veces para adaptarse a los intereses de los diferentes dirigentes políticos de la historia de Alemania.

## Miembros
Está bajo las reglas de la República Federal Alemana. Los nuevos miembros son nominado en una votación secreta de la asamblea general para reunirse después con el presidente, que tiene la obligación de mantener en 500 el límite máximo de afiliados. El presidente actual es Klaus Staeck, que sucede a Adolf Muschg desde el 2006.

## Objetivos
- Representar a Alemania en el arte y la cultura
- Promocionar el arte
- Apoyar las artes dentro de la sociedad
- Contribuir al desarrollo cultural nacional
- Preservar el legado cultural alemán
- Aconsejar a la República Federal Alemana sobre temas de arte y cultura

## Secciones
- Bellas Artes
- Arquitectura
- Música
- Literatura
- Artes Visuales
- Películas

## Premios y honores
- Kunstpreis Berlin
- Käthe Kollwitz Preis
- Heinrich Mann Preis
- Konrad Wolf Preis
- Hörspielpreis der Akademie der Künste
- Alfred Döblin Preis
- Joana Maria Gorvin Preis
- Will Lammert Prize

## Directores
- Joseph Werner (1637 – 1710)
- Blaise Nicholas Le Sueur (1756? - 1785)
- Bernhard Rode (1785 - 1797)
- Daniel Chodowiecki (1797 - 1803)